# 網路推想小說資料庫
網路推想小說資料庫（Internet Speculative Fiction Database）是科幻小說、幻想小說、恐怖小說相關的網站. 。
網路推理小說資料庫可以索引作者、小說、短篇小說、出版商、獎項和雜誌。此外，它還支持作者使用假名、系列、獎勵、和封面加上內部的插圖、藝術家和出版商書目。網路推理小說資料庫是2005年木製火箭獎得主。
1998年，《科幻時代》中寫道：網路推理小說資料庫是推理小說最好的全方位指導。

## 外部連結
- 官方网站
- SourceForge.net上的ISFDB Bibliographic Tools
- 位于Open Hub的ISFDB Bibliographic Tools
- Sources of Bibliographic Information （页面存档备份，存于） (isfdb.org)